# Fed Cup 2016 Zona Euro-Africana Gruppo I - Pool B
Il Pool B della Zona Euro-Africana Gruppo I nella Fed Cup 2016 è uno dei due pool (gironi) in cui è suddiviso il Gruppo I della zona Euro-Africana. Tre squadre si sono scontrate nel formato round robin. (vedi anche Pool A, Pool C, Pool D)
|   | Pool A            | Regno Unito (bandiera) | Georgia (bandiera) | Sudafrica (bandiera) |
| 1 | Regno Unito (2-0) |                        | 2-1                | 3-0                  |
| 2 | Georgia (1-1)     | 1-2                    |                    | 3-0                  |
| 3 | Sudafrica (0-2)   | 0-3                    | 0-3                |                      |

## Primo giorno
| Georgia 3 | Municipal Tennis Centre, Eilat, Israele 3 febbraio 2016 Cemento | Municipal Tennis Centre, Eilat, Israele 3 febbraio 2016 Cemento          | Sudafrica 0 |     |   |  |
| \| \| \| \| 1 \| 2 \| 3 \| \| \| - \| \| ------------------------------------------------------------------------ \| --- \| --- \| - \| \| \| 1 \| \| Ekaterine Gorgodze Madrie Le Roux \| 6 3 \| 6 1 \| \| \| \| 2 \| \| Sofia Šapatava Chanel Simmonds \| 7 5 \| 6 4 \| \| \| \| 3 \| \| Ekaterine Gorgodze / Oksana Kalašnikova Ilze Hattingh / Michelle Sammons \| 6 4 \| 7 6 \| \| \| |                                                                 |                                                                          |             |     |   |  |
| |                                                                 |                                                                          | 1           | 2   | 3 |  |
| 1 | Georgia (bandiera) · Sudafrica (bandiera)                       | Ekaterine Gorgodze Madrie Le Roux                                        | 6 3         | 6 1 |   |  |
| 2 | Georgia (bandiera) · Sudafrica (bandiera)                       | Sofia Šapatava Chanel Simmonds                                           | 7 5         | 6 4 |   |  |
| 3 | Georgia (bandiera) · Sudafrica (bandiera)                       | Ekaterine Gorgodze / Oksana Kalašnikova Ilze Hattingh / Michelle Sammons | 6 4         | 7 6 |   |  |

## Secondo giorno
| Regno Unito 3 | Municipal Tennis Centre, Eilat, Israele 4 febbraio 2016 Cemento | Municipal Tennis Centre, Eilat, Israele 4 febbraio 2016 Cemento | Sudafrica 0 |     |   |  |
| \| \| \| \| 1 \| 2 \| 3 \| \| \| - \| \| ---------------------------------------------------------- \| --- \| --- \| - \| \| \| 1 \| \| Katie Swan Ilze Hattingh \| 6 3 \| 6 0 \| \| \| \| 2 \| \| Heather Watson Chanel Simmonds \| 6 3 \| 6 3 \| \| \| \| 3 \| \| Jocelyn Rae / Anna Smith Madrie Le Roux / Michelle Sammons \| 6 3 \| 6 2 \| \| \| |                                                                 |                                                                 |             |     |   |  |
| |                                                                 |                                                                 | 1           | 2   | 3 |  |
| 1 | Regno Unito (bandiera) · Sudafrica (bandiera)                   | Katie Swan Ilze Hattingh                                        | 6 3         | 6 0 |   |  |
| 2 | Regno Unito (bandiera) · Sudafrica (bandiera)                   | Heather Watson Chanel Simmonds                                  | 6 3         | 6 3 |   |  |
| 3 | Regno Unito (bandiera) · Sudafrica (bandiera)                   | Jocelyn Rae / Anna Smith Madrie Le Roux / Michelle Sammons      | 6 3         | 6 2 |   |  |

## Terzo giorno
| Regno Unito 2 | Municipal Tennis Centre, Eilat, Israele 5 febbraio 2016 Cemento | Municipal Tennis Centre, Eilat, Israele 5 febbraio 2016 Cemento | Georgia 1 |     |   |  |
| \| \| \| \| 1 \| 2 \| 3 \| \| \| - \| \| ------------------------------------------------------------ \| --- \| --- \| - \| \| \| 1 \| \| Katie Swan Ekaterine Gorgodze \| 6 3 \| 6 3 \| \| \| \| 2 \| \| Heather Watson Sofia Šapatava \| 6 2 \| 6 0 \| \| \| \| 3 \| \| Jocelyn Rae / Anna Smith Oksana Kalašnikova / Sofia Šapatava \| 2 6 \| 4 6 \| \| \| |                                                                 |                                                                 |           |     |   |  |
| |                                                                 |                                                                 | 1         | 2   | 3 |  |
| 1 | Regno Unito (bandiera) · Georgia (bandiera)                     | Katie Swan Ekaterine Gorgodze                                   | 6 3       | 6 3 |   |  |
| 2 | Regno Unito (bandiera) · Georgia (bandiera)                     | Heather Watson Sofia Šapatava                                   | 6 2       | 6 0 |   |  |
| 3 | Regno Unito (bandiera) · Georgia (bandiera)                     | Jocelyn Rae / Anna Smith Oksana Kalašnikova / Sofia Šapatava    | 2 6       | 4 6 |   |  |

## Verdetti
- Regno Unito ammessa agli spareggi contro la prima del Pool D per un posto agli spareggi per il Gruppo Mondiale II.
- Sudafrica al playout per evitare la retrocessione contro l'ultima del Pool D.